# Tales of Manhattan
Tales of Manhattan is een Amerikaanse dramafilm uit 1942 onder regie van Julien Duvivier.

## Verhaal
Men vertelt de acteur Paul Orman dat zijn nieuwe maatpak vervloekt is. Het pak wordt vervolgens na elkaar door verschillende mannen gedragen.

## Rolverdeling
| Acteur             | Personage                      |
| ------------------ | ------------------------------ |
| Charles Boyer      | Paul Orman                     |
| Rita Hayworth      | Ethel Halloway                 |
| Ginger Rogers      | Diane                          |
| Henry Fonda        | George                         |
| Charles Laughton   | Charles Smith                  |
| Edward G. Robinson | Avery L. Browne                |
| Thomas Mitchell    | John Halloway                  |
| Paul Robeson       | Luke                           |
| Ethel Waters       | Esther                         |
| Gail Patrick       | Ellen                          |
| Cesar Romero       | Harry Wilson                   |
| Roland Young       | Edgar                          |
| Elsa Lanchester    | Elsa Smith                     |
| George Sanders     | Williams                       |
| James Gleason      | Joe                            |
| Harry Davenport    | Prof. Lyons                    |
| Marcel Dalio       | tweede verkoper bij Santelli's |
| Victor Francen     | dirigent Arturo Bellini        |